# غوشلان (سيمينة رود)
غوشلان (بالفارسية: گوشلان) هي قرية تقع في إيران في قسم سیمینة رود الريفي. يقدر عدد سكانها بـ 200 نسمة بحسب إحصاء 2016.